# Loving Cup
Pistes de Exile on Main St.
Sweet Black Angel
(8) Happy
(10)
Loving Cup est une chanson du groupe de rock britannique The Rolling Stones, parue sur l'album Exile on Main St. en mai 1972. Elle est écrite et composée par Mick Jagger et Keith Richards.

## Historique et enregistrement
Une première version de cette chanson, avec une introduction complètement différente jouée au piano, a été enregistrée entre avril et juillet 1969 aux studios Olympic à Londres, lors des sessions Let It Bleed. Cette version est retravaillée en 2010 pour paraître sur le disque supplémentaire de la réédition deluxe de l'album Exile on Main St. remastérisé en  2010. Une loving cup est une sorte de trophée. C'est l'un de ces grands vases qui a la forme d'un cœur avec des poignées sur les côtés, et il est généralement donné pour les grandes victoires lors d'événements sportifs. Cette ballade utilise la coupe pour représenter une relation amoureuse.
L'enregistrement de la version de Loving Cup présentée sur Exile on Main St. a commencé en décembre 1971 aux Sunset Sound Studios, à Los Angeles, et s'est poursuivi jusqu'en mars 1972. Mick Jagger chante et Keith Richards est aux chœurs et à la guitare. La basse et la batterie sont interprétés respectivement par Bill Wyman et Charlie Watts. Le piano est joué par le musicien de studio collaborateur de longue date du groupe Nicky Hopkins. Le saxophone est de Bobby Keys et la trompette et le trombone sont de Jim Price. Le producteur du disque, Jimmy Miller, apporte les maracas.

## Démêlé judiciaire avec Allen Klein
Après la sortie de l'album, l'ancien manager du groupe Allen Klein a poursuivi les Stones pour rupture d'accord, car Loving Cup et quatre autres chansons de l'album ont été écrites alors que Jagger et Richards étaient sous contrat avec sa société ABKCO. Klein a acquis les droits d'édition des chansons, recevant une part des redevances des ventes d'Exile on Main St., et a pu publier une autre compilation de chansons du groupe précédemment publiées, More Hot Rocks (Big Hits and Fazed Cookies).

## Accueil et postérité
Jonathan Zwickel de Pitchfork le considère comme « l'une des œuvres les plus durables et les plus émouvantes des Rolling Stones ».
Loving Cup a été interprétée sporadiquement par les Stones depuis sa composition : ils l'ont jouée lors du concert du groupe le 5 juillet 1969 à Hyde Park, puis durant la tournée américaine de 1972, et elle a été réintroduite dans les setlists pendant la tournée Licks entre 2002 et 2003. Ils ont également enregistré une version live avec Jack White (du groupe The White Stripes) lors d'un concert de la tournée A Bigger Bang en 2006. Loving Cup apparait dans le documentaire réalisé par Martin Scorsese sur le groupe Shine a Light (2008) et sur l'album de la bande originale.

## Personnel
Crédités :
- Mick Jagger : chant, chœurs
- Keith Richards : guitare électrique, guitare acoustique, chœurs
- Charlie Watts : batterie
- Bill Wyman : basse
- Nicky Hopkins : piano
- Bobby Keys : saxophone
- Jim Price (en) : trompette
- Jimmy Miller : maracas

## Reprises
Le groupe Phish a fréquemment repris la chanson lors de leurs concerts.